# 通霄精鹽廠

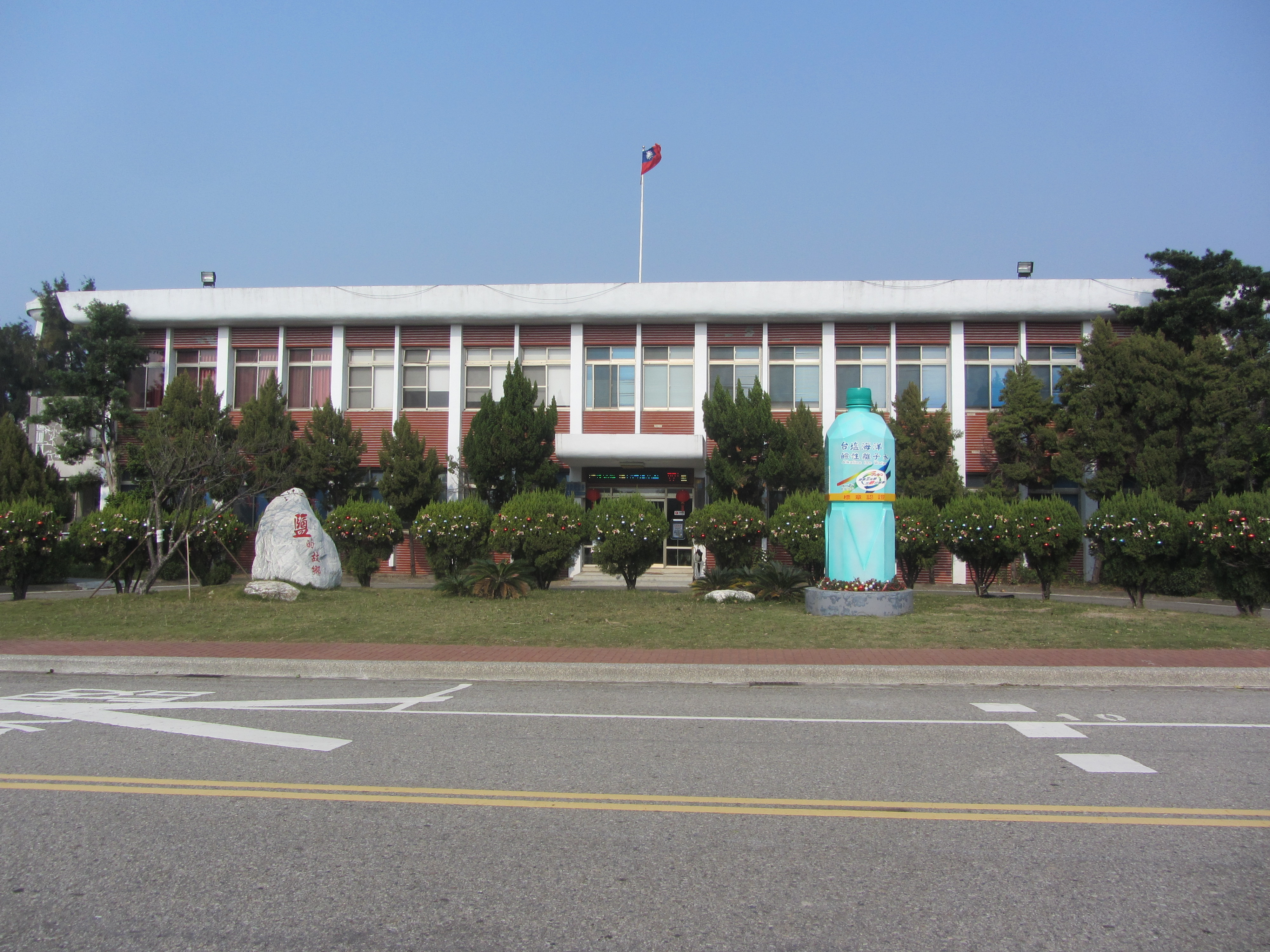
通霄精鹽廠行政大樓

通霄精鹽廠是間由臺灣製鹽總廠（今臺鹽公司）於民國六十四年（1975年）6月興建並投產，位在臺灣苗栗縣通霄鎮的精鹽廠。廠區面積為9.3公頃。其製鹽工法是利用離子交換膜電析法採鹵，再運用真空式蒸發罐法煮鹽，現仍運作中。

## 外部連結
- 通霄精鹽廠網站 （页面存档备份，存于）